# Hjärttamponad
Hjärttamponad är ett tillstånd där vätska ansamlas i hjärtsäcken och orsakar kompression av hjärtat. Symtomen liknar dem vid kardiogen cirkulationssvikt: dyspné, yrsel, svaghet och hosta.

## Orsaker
Vanliga orsaker till hjärttamponad är cancer, njursvikt, skada på bröstkorg samt perikardit. Andra orsaker är sjukdomar som skadar kroppens bindväv, hypotyreos, rupturerad aorta, och som komplikation efter hjärtkirurgi. I Afrika är tuberkulos en relativt vanligt orsak till hjärttamponad.

## Diagnostik
- Klinisk bild: hypotoni, stasade halsvener, förändrade hjärtljud eller dämpade hjärtljud[1][2]
- EKG-förändringar
- Bröstkorgsröntgen
- Ekokardiografi

Vid en långsam ökning av vätskan i hjärtsäcken kan volymen uppnå över 2 liter innan tamponad uppstår. Vid en snabb ökning kan 200 ml vara tillräckligt för tamponad.

## Behandling
- Dränage[4]
- Läkemedel

Vid symtomfrihet kan det vara tillräckligt att regelbundet kontrollera volymen av vätska i hjärtsäcken.

## Patofysiologi
Hjärtats yttre lager består av en stram bindväv, vilket innebär en tryckhöjning när vätska samlas i hjärtsäcken. Vätskeansamlingen leder till att mindre blod pumpas in i hjärtats kammare. Till slut kan kammarens skiljevägg (kammarseptum) komma att böjas in mot den vänstra kammaren, med en sänkt slagvolym som följd. Den sänkta slagvolymen leder till cirkulationssvikt som obehandlat kan leda till hjärtstillestånd.